# Praia da Torre
Praia da Torre abrigada pelo Forte de São Julião da Barra
Praia da Torre é uma praia situada em São Julião da Barra, na freguesia de Oeiras e São Julião da Barra, Paço de Arcos e Caxias, em Oeiras, Grande Lisboa.
A Instituto da Água realiza análises periódicas no local, uma vez que a praia é utilizada por banhistas.